# Folkets Park i Kävlinge

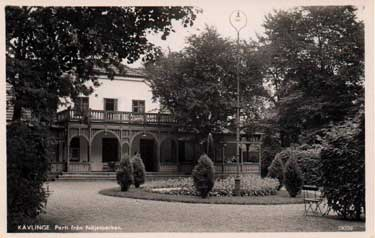
Parkrestaurangen, bild från 1930-talet.

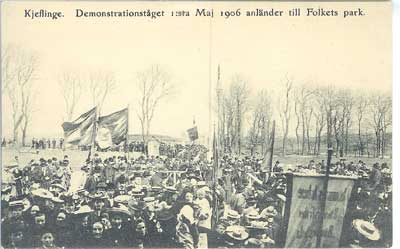
Demonstrationståg 1 maj 1906 i Kävlinge Folkets park.

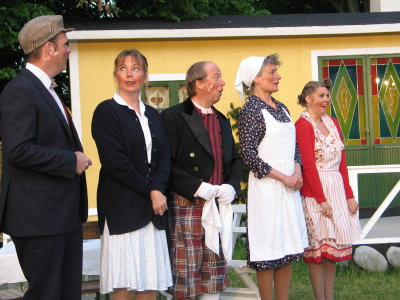
Från sommarrevy i Kävlinge Folkets Park 2005.

Folkets Park i Kävlinge, Silverforsen Folkets Park, i Kävlinge är en andelsförening som bildades 1905 av arbetarna på Kävlinge skofabrik. Kring sekelskiftet levde ganska många människor i stor fattigdom och svält. Disponenten gav tillåtelse att dela upp mark för odling av matpotatis och andra grödor på fabrikens baksida. Eftersom behoven var stora, växte verksamheten till att omfatta i stort sett alla anställda.
Den 28 april 1905 köpte arbetarna mark norr och väster om skofabriken. Drygt hälften blev avstyckad för odling som finns än idag med kolonier längs med en av de finaste sträckorna av Kävlingeån. Den andra markhalvan på 33 000 kvadratmeter gjordes i ordning för mötesverksamhet och nöjen. Parken invigdes 29 april 1906, två dagar före första arrangemanget i parken.

## Verksamhet
Genom åren har många engagerade och dugliga både skött parken och arrangerat danser, möten och andra aktiviteter. Parkens utveckling ledde till att ett Folkets Hus bildades av den äldre Möllare-bostaden, vid sidan om den gamla dansrotundan.
Lördagen den 25 januari 1993 utbröt en brand, ingen orsak till branden har framkommit. Händelsen medförde att andelsföreningen mer eller mindre lades ner, trots många försök att återupprätta status i Kävlinge. Under hela 1990-talet har sedan parken och koloniområdet drivits av ett fåtal intresserade.
Sedan 2002 har parken drivits av en ny styrelse. 
Markarealer har växlats med kommunen och banverket för att rätta till fastighetslängden. När de första bostadsrätterna i Kvarnparken stod färdiga, ägde fortfarande andelsföreningen den anslutande Väverigatan, som dock snabbt blev skiftad med kommunen. Avlopp, vatten och el har åter landat på fastighetslängden. Parken har rensats upp, flaggstången rätats upp, gräset har klippts, sjuka träd fällts och buskar och sly har klippts ned eller tagits bort.
Det arrangeras bröllop längs ån, SM i metfiske, filmafton utomhus, kvartersfester och firmafester.
Sedan 2009 arrangeras midsommarfirande och bilträffen Silverforsa i samarbete med både kulturbilföreningen (för bilar äldre än 1959) och dansföreningen
LLDancestudioKävlinge.